# Ciudad Universitaria de la Universidad de San Carlos de Guatemala
La Ciudad Universitaria, conocida también como Campus Central de la Universidad de San Carlos de Guatemala (USAC), es el conjunto de edificios y espacios que lo conforman ubicado en una finca entre la Avenida Petapa y al final del Anillo Periférico.

## Historia
El origen de la ciudad universitaria se remonta a su fundación cuando el obispo Francisco Marroquín pedía un centro de estudios superiores a la corona española.
Durante los más de trescientos años de historia de la universidad ha tenido tres sedes centrales la primera en la ciudad de  Santiago de Guatemala hoy Antigua Guatemala donde empezó a funcionar la Universidad en el colegio Santo Tomás de Aquino, después del terremoto de 1773 la Capital del Reino de Guatemala es traslada al Valle de la Ermita hoy Ciudad de Guatemala y cuatro años después también en 1777 la sede de la Universidad es trasladada hacia la nueva capital, en lo que hoy se conoce como el Museo de la Universidad de San Carlos (MUSAC), ubicada frente al Congreso de la República de Guatemala.
El campus actual se debe gracias al ilustre rector Dr. Carlos Martínez Durán en una visión que muchos vieron como poco lógica dado que en esa época se veía muy grande el terreno para lo que era en ese momento la universidad.

## Infraestructura

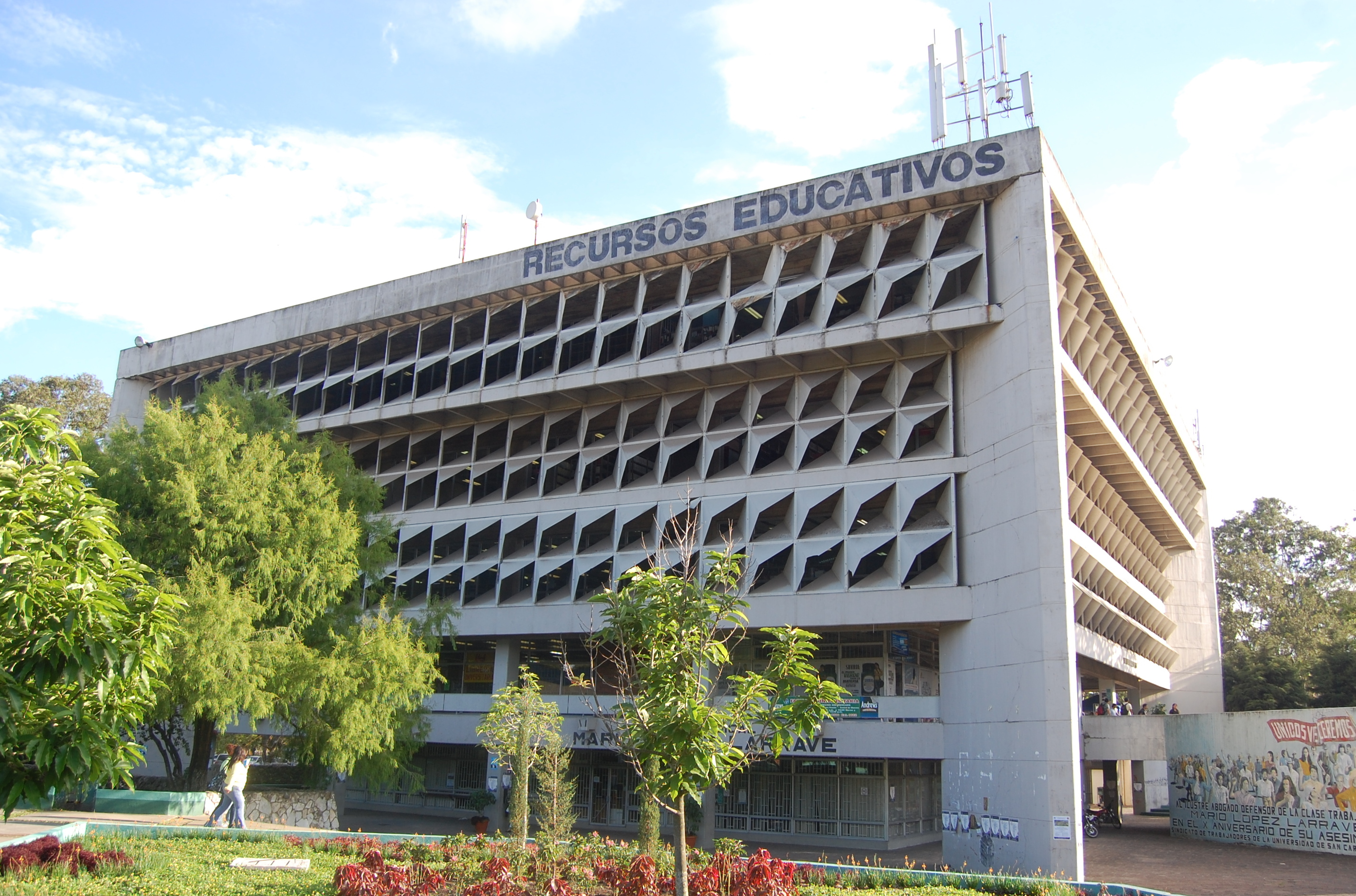
Edificio de Recursos Educativos, donde se ubica la Biblioteca Central.

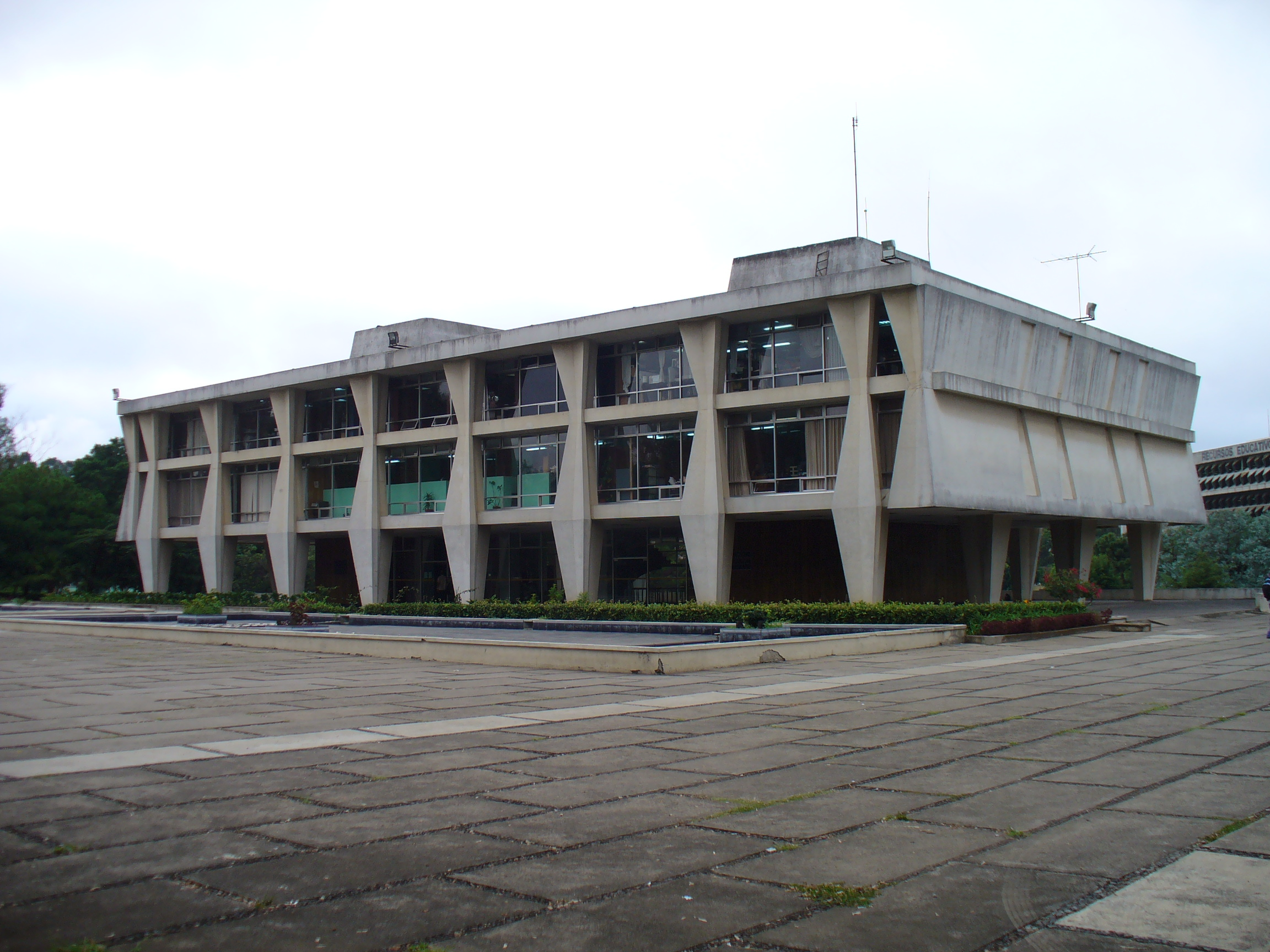
Edificio de la Rectoría.

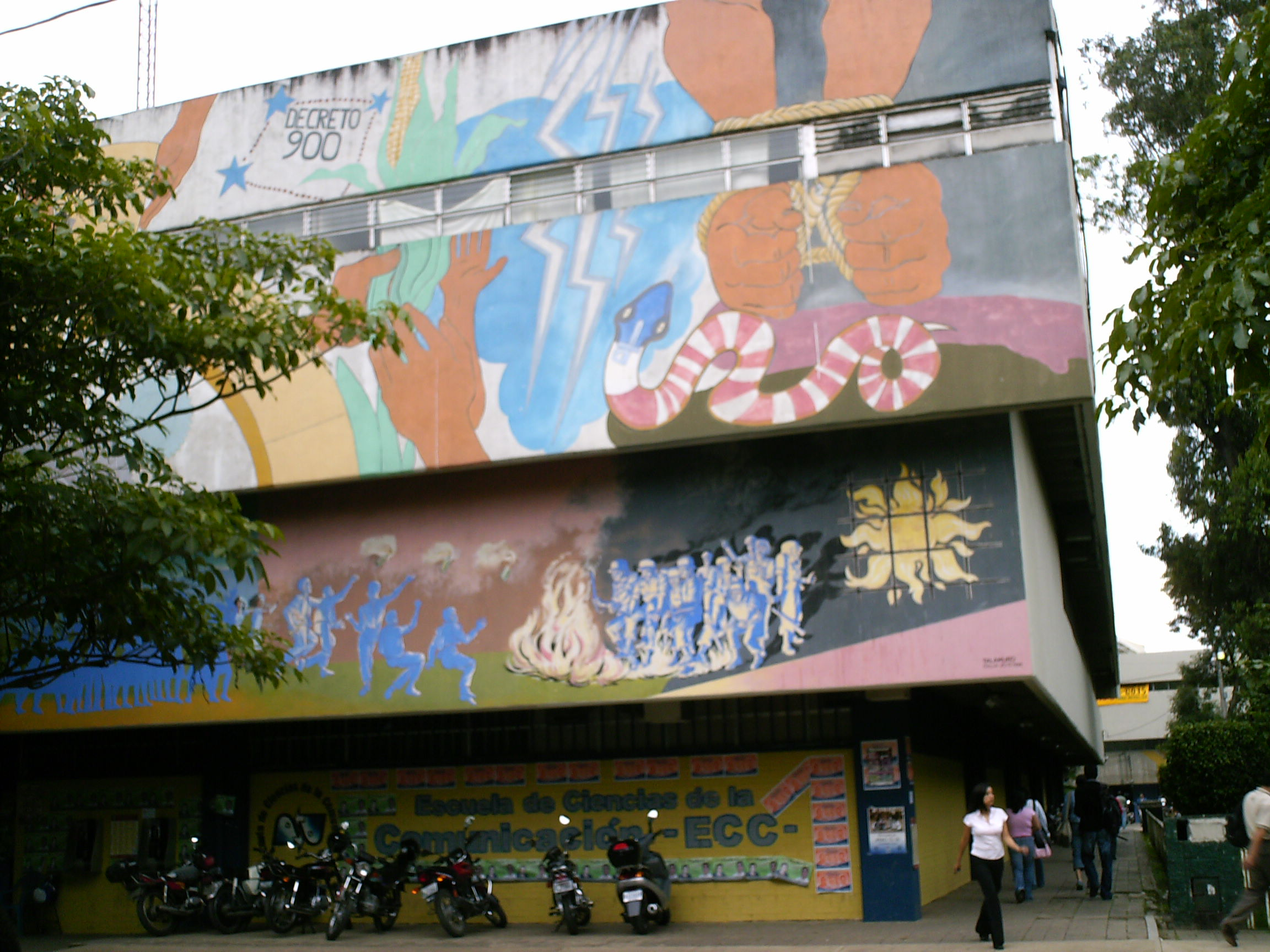
Edificio del Bienestar Estudiantil sede del Sistema de Ubicación y Nivelación, y de la Escuela de Ciencias de la Comunicación

Cuenta con aproximadamente 25 edificios para el uso de las diferentes unidades académicas, también dentro de la Ciudad Universitaria se encuentra el Estadio Revolución sede del equipo de fútbol de la Universidad de San Carlos

## Unidades Académicas
Dentro del campus central se encuentra ubicadas 9 de las 10 facultades y 9 de las 11 escuelas no facultativas estas últimas sin representación ante el Consejo Superior Universitario.
| 1 | Facultad de Agronomía                        |
| 2 | Facultad de Arquitectura                     |
| 3 | Facultad de Ciencias Económicas              |
| 4 | Facultad de Ciencias Jurídicas y Sociales    |
| 5 | Facultad de Ciencias Químicas y Farmacia     |
| 6 | Facultad de Humanidades                      |
| 7 | Facultad de Ingeniería                       |
| 8 | Facultad de Odontología                      |
| 9 | Facultad de Medicina Veterinaria y Zootecnia |

| 1  | Escuela de Ciencia y Tecnología de la Actividad Física y el Deporte |
| 2  | Escuela de Ciencia Política                                         |
| 3  | Escuela de Ciencias de la Comunicación                              |
| 4  | Escuela de Ciencias Lingüísticas                                    |
| 5  | Escuela de Formación de Profesores de Enseñanza Media               |
| 6  | Escuela de Historia                                                 |
| 7  | Escuela Superior de Arte                                            |
| 8  | Escuela de Trabajo Social                                           |
| 9  | Escuela de Diseño Gráfico                                           |
| 10 | Escuela de Bibliotecología                                          |

- Datos: Q16490964